# 羚羊亚科
羚羊亞科（學名Antilopinae）是屬於牛科以下的一個亞科。

## 概述
羚羊亚科动物善于奔跑，有13属39种。寿命较短，一般不会超过20岁。

## 特征
属中小型牛科动物，腿很细，善于奔跑，最快的速度可达时速90公里。

## 分布
有三种原羚和鹅喉羚分布在中国，此外印度黑羚、印度瞪羚分布在南亚，其余的都生活在非洲。